# René Blum
René Blum   (2n districte de París, 13 de març de 1878 - Auschwitz, setembre 1942) va ser un empresari teatral francès.
Va ser el fundador del Ballet de l'Opéra a Montecarlo i era el germà petit del primer ministre socialista de França, Léon Blum. Jueu, va ser internat en diversos camps des de 1941 fins que va ser assassinat pels nazis al camp de concentració d'Auschwitz a finals de setembre de 1942. Mentre era als camps, era conegut per mantenir els esperits dels seus companys presoners amb històries de la seva vida a les arts.

## Biografia
Blum va néixer a París. A principis del segle xx va ser editor de la revista literària parisenca Gil Blas i crític de teatre popular. Es va fer amic de Marcel Proust, i va ser per consell seu que Proust va recórrer a Bernard Grasset per publicar Du côté de chez Swann.
Durant la Primera Guerra Mundial, Blum va servir a la batalla del Somme. Va salvar obres d'art amenaçades de la catedral d'Amiens i va guanyar la Creu de guerra francesa.
Fundador del Ballet de Montecarlo
Es va convertir en director d'obres teatrals i operetes a Montecarlo el 1924, on es basava en els Ballets Russes de Sergei Diaghilev. El 1931, Blum va ser contractat per Lluís II, príncep de Mònaco, per crear una companyia de ballet que continuaria la feina i el llegat del difunt Diaghilev (que havia mort el 1929). El 1932, amb l'ajut del financer Serge Denham, Blum i el coronel W. de Basil van formar els Ballets Russos de Montecarlo.
Blum i de Basil van fer fallida el 1934 i la seva associació Ballets Russes es va dissoldre. Blum va mantenir viu el ballet a Montecarlo. En poc temps, va contractar la coreògrafa Bronislava Nijinska. Després de la sortida de Nijinska, Blum va contractar Michel Fokine. El 1937, Blum i l'ex coreògraf de Ballets Russes Léonide Massine van adquirir finançament de l'hereu del llevat de Fleischmann, Julius Fleischmann, Jr.'s World Art, Inc. per crear una nova companyia de ballet. El 1938, a la seva nova companyia se li va permetre recuperar el nom de Ballet Russe de Monte-Carlo (tot i que la companyia va fugir als Estats Units el 1939 i, posteriorment, es va establir principalment a la ciutat de Nova York).
Deportació i mort
L'estiu de 1940, després de l'ocupació alemanya de París, Blum va tornar a França per estar amb la seva família. Va ser arrestat el 12 de desembre de 1941 a la seva casa parisenca, entre els primers jueus que la policia francesa va detenir a París. Va ser detingut al camp d'internament de Beaune-la-Rolande, després al camp d'internament de Drancy. El 23 de setembre de 1942 va ser enviat al camp de concentració d'Auschwitz. Va ser assassinat pels nazis als 64 anys a finals de setembre de 1942.